# NGC 6308
NGC 6308 (другие обозначения — UGC 10747, MCG 4-40-21, ZWG 139.43, IRAS17099+2326, PGC 59807) — спиральная галактика с перемычкой (SBc) в созвездии Геркулес.
Этот объект входит в число перечисленных в оригинальной редакции «Нового общего каталога».